# Lista över tyska ord och uttryck i svenska språket
Detta är en lista över tyska ord och uttryck, vilka brukar användas med samma eller liknande innebörd även i det svenska språket. En förklaring av uttrycket anges också.
Med en lingvistisk term kallas orden på denna lista för citatord (läs mer under lånord). I Nationalencyklopedins svenska ordbok definieras termen på följande vis: "lånord som används i det låntagande språket utan ändring av stavning och uttal och alltså ej anpassats till det nya språksystemet". Detta skiljer orden från vanliga lånord, vilka har genomgått en förändring, varvid stavning och uttal anpassats till det nya språket. Exempel på rena lånord är svenskans: fönster, hantverk, betrakta och beskriva, vilka härrör från tyskans: Fenster, Handwerk, betrachten och beschreiben.
- Altmeister – 'gammal mästare', vördad äldre mästare eller den äldste i viss grupp.[2]
- Anfang – 'begynnelse', större, rikt utsmyckad begynnelsebokstav i handskrifter och äldre tryck, vanligen som inledning till kapitel.[3]
- Anno dazumal – länge sedan förfluten tid, mest som en skämtsam ordvändning; anno latin för 'år' och dazumal tyska för 'då för tiden'.[4]
- Backfisch – halvvuxen flicka; egentlig betydelse 'stekfisk (småfisk, lämplig att ugnsbaka)'.[5]
- Besserwisser – person som anser sig ha större kunskaper än omgivningen och gärna visar upp dem.[6]
- Biedermeier – en tidig borgerlig stil inom heminredningen, som utmärks av enkelhet och intimitet i förhållande till sina föregångare; uppkallad efter G. Biedermeier, namn på en småborgerlig person i den tyska veckotidningen Fliegende Blätter från 1800-talet.[7]
- Borgis – 'borgare', en medelstor tryckstil mellan korpus och petit.[8]
- burschikos – studentikos, som är uppsluppen som en ung student och ibland tar sig vissa friheter.[9]
- Drilling – ett trepipigt jaktgevär, vanligen med två pipor för hagel och en för kulor.[10]
- Edelweiss – en alpväxt med små guldgula blomkorgar samlade innanför en krans av stora, vitludna högblad.[11]
- flau – 'svag', som präglas av ringa omsättning eller efterfrågan, särskilt om börstendenser matt (jämför franskans baisse).[12]
- Frosch – trästycke vid nedre delen av stråke med skruv som reglerar taglets spänning.[13]
- Führer – titel för ledare, särskilt om Adolf Hitler men även i utvidgad bemärkelse: "de svenska nazisternas egen Führer".[14]
- Föhn – varm torr vind som uppträder på läsidan av bergskedja, särskilt i Alperna.[15]
- Gartner – ett tyskt ord, om än mindre brukligt i svenskan, för trädgårdsmästare.[16]
- gefundenes Fressen – 'upphittad matbit', något intressant, som man oväntat upptäcker och som är precis vad man behöver.[17]
- Geist – 'ande', livlig entusiasm och handlingsiver.[18]
- Gepäck – bagage, särskilt av mer tillfälligt slag.[19]
- Geschäft – 'affär', en pejorativ benämning för spekulativ affärsverksamhet.[20]
- Gletscher – ett äldre ord för glaciär.[21]
- Gravenstein – ett stort, gult vinteräpple med röda, fina strimmor, uppkallat efter det danska slottet Gråsten.[22]
- Greuelpropaganda – propaganda som är avsedd att injaga skräck i befolkningen.[23]
- Horst – långsträckt block i jordskorpan med plan övre del, som höjt sig mellan parallella förkastningar.[24]
- Jiddisch – ett germanskt språk, som är ett av huvudspråken för judar i förskingringen och som innehåller element (utom från tyska) av hebreiska, slaviska språk m.m.[25]
- Jugend – 'ungdom', en konstriktning kännetecknad av stiliserade naturformer och slingrande linjer, vanlig i Tyskland och Sverige kring år 1900 och uppkallad efter den tyska kulturtidskriften med samma namn.[26]
- Karst – en torr landskapstyp med fåror, hålor och sprickbildningar samt underjordisk vattenavrinning som uppkommer genom kemisk vittring av kalkstensberggrund; uppkallad efter en högplatå mellan Slovenien och Kroatien.[27]
- Kasper – 'gyckelmakare', handdocka som används i kasperteater, uppkallad efter en stående komisk figur i marionettspel; överfört om person gyckelmakare, skämtare.[28]
- Katzenjammer (ibland försvenskat katsenjammer) – oljud, särskilt om dålig musik; ursprungligen om katters läten, 'kattjämmer'.[29]
- Kitsch – smaklöst konst- eller bruksföremål, vanligen av något äldre typ.[30]
- Kautschuk – ett elastiskt ämne, som utvinns ur den mjölkvita saften från vissa växter och som används för framställning av naturgummi.[31]
- Knödel – 'knöl', kokt bulle av råriven potatis och vetemjöl m.m., ursprungligen från Sydtyskland.[32]
- Krimmer – yllevävnad avsedd att imitera persian, uppkallad efter Krimhalvön.[33]
- Krollsplint – fiber av dvärgpalmens bladtrådar, använd till stoppning av möbler m.m.[34]
- Kindergarten – 'barnträdgård', ett numera föråldrat ord med betydelsen förskola.[35]
- Liebhaber – entusiast, person som tycker mycket om något och ofta är kännare av detsamma.[36]
- Machwerk (försvenskat machverk) – undermåligt arbete, fuskverk.[37]
- Mamsell – ett ålderdomligt ord för en ogift kvinna, hämtat ur franskans mademoiselle; i överförd bemärkelse kan ordet användas om en pryd eller sjåpig person av godtyckligt kön.[38]
- Mangold – en odlad beta, vars blast används som spenat.[39]
- Marienglas – typ av genomskinligt gips, uppkallat efter Jesu moder Maria.[40]
- Mauser – typ av gevärsmekanism, som medger högt gastryck och stor precision, den vanligaste repetermekanismen; till W. och P. Mauser, namn på tyska vapenkonstruktörer under 1800-talet.[41]
- Mischmasch – sammanblandning, icke tillhörande, estetiskt osammanhängande; används i svenskan främst pejorativt.
- Mosel – ett syrligt vitt lättvin, ursprungligen från Moseldistriktet i Tyskland.[42]
- Müsli – energi- och fiberrik blandning av diverse finfördelade växtprodukter, t.ex. flingor av havre, korn och majs blandade med nötter och russin.[43]
- Nachspiel – efterfest eller eftersläckning, avslutning på annan plats av en tillställning, särskilt sent på natten hemma hos någon.[44]
- Pappenheimer – på svenska "Pappenheimare" i uttrycket "känna sina pappenheimare", med betydelsen att man känner sitt folk eller vet med vem man har att göra, med antydan om att dessa har vissa betänkliga egenskaper.
- Pinscher – typ av korthårig hund med smal nos, vanligen svart eller brun.[45]
- Pumpernickel – ett grovt, mörkt, sötaktigt rågbröd av surdeg.[46]
- Putsch – försök till statskupp (läs mer under statskupp).[47]
- Realpolitik – politik som enbart grundar sig på verklighetens omedelbara krav med undanskjutande av etiska eller ideella aspekter, ibland kallad sakpolitik.[48]
- Riesenschnauzer – 'jätte-mustasch', en stor hund av rasen schnauzer, ofta använd av polis och militär.[49]
- Rodel – typ av tävlingskälke för en eller två personer.[50]
- Rollmops – maträtt bestående av hoprullade sillfiléer.[51]
- Rorschachtest – psykologiskt test, som går ut på att försökspersonen skall försöka se mönster eller figurer i bläckplumpar, varvid tolkningen förväntas utvisa fakta om hans personlighet etc., uppkallat efter den schweiziske psykiatern H. Rorschach (1884–1922).[52]
- Rottweiler – en kraftig, korthårig, svart brukshund med mörkbruna tecken, till namnet på den tyska staden Rottweil (i Württemberg).[53]
- Sauerkraut – 'surkål', strimlad vitkål, som varvats med salt och fått jäsa och därför fått syrlig smak.[54]
- Schlager – enkel, lättlyssnad melodi, som är populär under en viss period, ofta med refräng, något insmickrande harmonier och text som handlar om kärlek.[55]
- Schlaraffenland – tänkt lyckorike i vilket alla materiella behov är uppfyllda, från tyskans Schlaraffe 'dagdrivare'.[56]
- Schnauzer – 'mustasch', typ av strävhårig, terrierliknande hund med skägg och buskiga ögonbryn; använd som bruks- el. sällskapshund.[57]
- Schnellklops – maträtt bestående av stekta skivor av oxkött med gräddsås.[58]
- Schnitzel – tunn skiva av kalv- eller fläskkött, som panerats och stekts.[59]
- Schwabach – tysk bokstavstyp i rundad frakturstil, troligen uppkallad efter det tyska stadsnamnet Schwabach.[60]
- Schwung (ibland försvenskat schvung) – fart och kraft.[61]
- Schäfer – 'fåraherde', en vargliknande hund med kilformigt huvud och upprättstående öron, använd som polishund, vakthund, narkotikahund m.m.[62]
- Sekt – mousserande vitt vin (jämför med franskans sec 'torr' om vin).[63]
- splitter – i frasen "splitter ny", alldeles ny.[64]
- Spätlese – som skördats sent och därför är mycket mogen och rik på socker (om tyskt vin).[65]
- Staffage – mindre figur(er) i en målning, där landskapet utgör huvudmotivet.[66]
- Stilleben – målad bild av arrangerad grupp av mindre föremål t.ex. frukter, blommor, matvaror, husgeråd eller liknande.[67]
- Streber – karriärist, uppåtsträvare, person som är helt inriktad på att arbeta hårt och göra karriär och därvid ofta inte skyr några medel.[68]
- Strudel – typ av tyskt bakverk, från tyskans strudeln 'virvla' efter mönstret på bakverket.[69]
- Sturm und Drang – 'storm och trängtan', livslust och längtan i ungdomsåren, ursprungligen om en förromantisk strömning i tysk litteratur.[70]
- Ständchen – serenad i mindre format.[71]
- von oben – 'ovanifrån', med anspråk på att bedömas som förmer än andra, vanligen tydligt visat i minspel, gester, tonfall, sätt att behandla medmänniskor m.m., särskilt av person på en högre social nivå.[72]
- Vorsteh – typ av stående fågelhund med brun(vit) päls eller vit med bruna tecken.[73]
- Weltschmerz – känsla av smärta över tillståndet i världen och bland människorna, vanligen i ungdomstiden; på svenska 'världssmärta' med samma betydelse.[74]
- Wienerschnitzel – stor, tunn, panerad och stekt skiva kalvkött, i Sverige ofta garnerad med citron, kapris och ansjovis, uppkallad efter Österrikes huvudstad Wien.[75]